# 坎內迪恩萊克斯 (密歇根州)
坎內迪恩萊克斯（英語：Canadian Lakes）是位於美國密歇根州米科斯塔縣奧斯汀鎮區及莫頓鎮區的一個普查規定居民點。

## 人口
根據2020年美國人口普查的數據，坎內迪恩萊克斯的面積為30.00平方千米，當中陸地面積為26.76平方千米，而水域面積為3.24平方千米。當地共有人口3202人，而人口密度為每平方千米106.73人。